# Liang Qin
Liang Qin (chiń. 梁琴; ur. 28 lipca 1972 w Dantu) – chińska szermierka, szpadzistka, brązowa medalistka igrzysk olimpijskich i srebrna medalistka mistrzostw świata.
Na igrzyskach olimpijskich w Sydney w 2000 roku wspólnie z Li Na i Yang Shaoqi zdobyła brązowy medal w zawodach drużynowych. W rywalizacji indywidualnej zajęła 25. miejsce.
Podczas mistrzostw świata w Seulu w 1999 roku razem z Yang Shaoqi i Li Na wywalczyła srebrny medal w rywalizacji drużynowej. 
Zdobyła ponadto złoty medal drużynowo i brązowy indywidualnie na igrzyskach azjatyckich w Pekinie w 1990 roku oraz ponownie złoty drużynowo podczas igrzysk azjatyckich w Bangkoku w 1994 roku. 

## Osiągnięcia
Konkurencja: szpada
Igrzyska olimpijskie
- drużynowo (2000)